# Louis d'Ailleboust
Pour les articles homonymes, voir Louis d'Ailleboust (homonymie) et D'Ailleboust.
Louis d'Ailleboust, sieur de la Madeleine et de Coulonge, coureur des bois et commerçant de fourrures.
Louis d'Ailleboust est né le 19 juillet 1656.  Il est le deuxième fils de Charles-Joseph d'Ailleboust des Musseaux et de Catherine Le Gardeur de Repentigny. Son père est le neveu de Louis d'Ailleboust de Coulonge et d'Argentenay, gouverneur général de la Nouvelle-France de 1648 à 1651, et décédé en 1660. Ce dernier n'ayant pas de fils, son neveu Louis, l'aîné des fils de son frère, hérite des titres de noblesses de la famille. Il est donc le seul à porter le titre de Sieur de Coulonge. 
Louis d'Ailleboust épousa Félicité Picard le 19 novembre 1690 à Québec. Ils eurent huit enfants, parmi lesquels Louis Hector, qui fut père de quatre enfants.
Vers 1675, Louis d'Ailleboust aurait établi à Portage-du-Fort, un magasin pour les fourrures qu'il se procure dans la région.   En 1694-95, il occupe en compagnie d'une trentaine d'hommes, un fort situé à l'embouchure de la rivière que l'on nomma Coulonge. Ils y passent l'hiver à chasser et à trapper. Certains dirent qu'ils étaient bloqués par les Iroquois. À cette époque, ces derniers sont passablement affaiblis, surtout à cause des expéditions punitives organisées contre eux par les Canadiens et les autres Amérindiens. Au printemps, ils repartent en direction de Ville-Marie pour vendre ce qu'ils ont récolté. Le site de son hivernement est situé dans l'actuelle municipalité de Fort-Coulonge.
Louis n'est pas à proprement parler un héros comme certains de ses frères tels que Pierre d'Ailleboust d'Argenteuil et Nicolas d'Ailleboust de Menthet. Louis est un coureur des bois aventurier et assez peu scrupuleux. Il n'est pas associé à une compagnie de traite des fourrures. Il agit pour ses intérêts, malgré les interdictions des autorités. On attribue à tort la fondation du fort Coulonge à un de ses frères, Nicolas, puisque celui-ci a une feuille de route comportant des exploits jugés plus méritants.
Les coureurs des bois n'ont pas toujours bonne réputation. On reconnaît cependant que « quelques-uns d'entre eux... ont joué un rôle de premier ordre dans l'histoire de la colonisation..., et furent pour (le) pouvoir local, des collaborateurs irremplaçables..., guides..., interprètes..., souvent ambassadeurs et diplomates. » (R. Harang-Tiercin).